# شيريب سبيريدوفيتش
آرثر شيريب سبيريدوفيتش (8 سبتمبر 1867 - 22 أكتوبر 1926) (بالإنجليزية: Arthur Cherep-Spiridovich)‏ كونت روسي انتقل إلى الولايات المتحدة بعد الثورة البلشفية. كان جنرالاً قيصرياً ومواليا للجيش الأبيض، كما كان منخرطًا في الأنشطة المتعلقة بالقومية السلافية والجيش الأبيض ومعاداة السامية.
اشتهر سبيريدوفيتش بتأليف كتاب «حكومة العالم الخفية»، الذي يلقي الضوء على تاريخ عائلة روتشيلد واغتيالات قياصرة روسيا وآثار النشاط الصهيوني في أوروبا وأميركا، كاشفا بذلك مجموعة من الحوادث والأسرار التاريخية.

## مسيرته
ادعى سبيريدوفيتش أنه ضليع في الشؤون الدولية وادعى عددًا من النجاحات والرؤى السياسية. وادعى أنه حذّر الملك ألكسندر الأول والملكة دراجا ماشين الصربية قبل اغتيالهما في عام 1902، وحذّر الدوق سيرجي ألكسندروفيتش الروسي عام 1904 قبل اغتياله عام 1905. وادعى أيضًا أنه توقع الحرب العالمية الأولى، وفي عام 1926 توقع حربًا دولية أخرى.
كان سبيريدوفيتش رئيسًا للجمعية السلافية في روسيا، وأيضًا الرابطة اللاتينية السلافية في باريس وروما. سياسياً كان من أنصار القيصر نيكولاس الثاني الروسي ومعارضا للبلشفية. وفقًا للورد ألفرد دوغلاس، فقد قام رجال مشهورون مثل هنري فورد وصحف مثل فاينانشال تايمز في لندن بمساعدة سبيريدوفيتش على الوصول إلى جمهور واسع.
انتقل إلى هارلم (نيويورك) في عام 1920 حيث تم احتجازه في جزيرة إيليس لإجراء تحقيق خاص من قبل مكتب الهجرة قبل دخوله. 
في الولايات المتحدة، فتح فرعًا للرابطة الأنجلو لاتينية السلافية، حيث دعا إلى توحيد «شعوب العالم البيضاء ضد هيمنة الشعوب الملونة». كما نظم رابطة الأمم العالمية بين الروس في الولايات المتحدة.

## الوفاة
توفي شيريب سبيريدوفيتش في فندق ستاتين آيلاند في 22 أكتوبر 1926. ذكرت صحيفة نيويورك تايمز أن وفاته كانت نتيجة اختناق عرضي من خط غاز، ثم بعد تسعة أيام جاء تحقيق الشرطة الرسمي بأن الأمر كان انتحارا. أفادت مصادر يهودية عديدة، بما في ذلك العديد من الصحف في ذلك الوقت، بأن وفاته كانت انتحارا.
وهناك روايات أخرى تُفيد بأنه تمّ تسميمه بالغاز.
في بداية الحرب العالمية الثانية، اتخذ مُروّج الدعاية النازية في أمريكا «فيكتور إتش برونرستوب» اسم الكونت شيريب سبيريدوفيتش على شرف شيريب سبيريدوفيتش.